# Poppi
Poppi este o comună în Provincia Arezzo, Toscana din centrul Italiei. În 2011 avea o populație de 6.222 de locuitori.

## Monumente
În perimetrul comunei se află prima sihăstrie a camaldulenzilor, întemeiată în anul 1023 de Sfântul Romuald. În vecinătatea nordică a localității se află Chiusi della Verna, cu mănăstirea Alverna, a sfântului Francisc de Assisi.

## Demografie
Poppi - evoluția demografică

|  | Graficele sunt indisponibile din cauza unor probleme tehnice. Mai multe informații se găsesc la Phabricator și la wiki-ul MediaWiki. |

Date: Recensăminte sau birourile de statistică - grafică realizată de Wikipedia